# Ranbaxy Laboratories
Ranbaxy Laboratories Limited a fost o companie farmaceutică multinațională indiană care a fost înființată în India în 1961 și a rămas o entitate până în 2014. 
Proprietatea Ranbaxy s-a schimbat de două ori pe parcursul istoriei sale. 
În 2008, compania farmaceutică japoneză Daiichi Sankyo a achiziționat o participație de control în Ranbaxy iar în 2014, Sun Pharma a achiziționat 100 % din Ranbaxy printr-o tranzacție exclusiv în acțiuni. Achiziția Sun Pharma a adus o conducere complet nouă la Ranbaxy, care fusese încărcată de controverse. Sun este a cincea cea mai mare companie farmaceutică generică de specialitate din lume.

## Istorie

### Formare
Ranbaxy a fost înființată de Ranbir Singh și Gurbax Singh în 1937 ca distribuitor pentru compania japoneză Shionogi. Numele Ranbaxy îmbină numele fondatorilor săi: Ranbir și Gurbax. Bhai Mohan Singh a cumpărat compania în 1952 de la verii săi Ranbir și Gurbax. După ce fiul lui Bhai Mohan Singh, Parvinder Singh, s-a alăturat companiei în 1967, compania a cunoscut o creștere de amploare. Compania a devenit publică în 1973.
La sfârșitul anilor '90, Ranbaxy a înființat o companie americană, Ranbaxy Pharmaceuticals Inc., pentru a-și susține intrarea pe piața farmaceutică din Statele Unite.

### Comerț
Pentru cele douăsprezece luni care s-au încheiat la 31 decembrie 2005, vânzările globale ale companiei au fost de 1.178 de milioane de dolari, piețele de peste mări reprezentând 75% din vânzările globale (SUA: 28%, Europa: 17%, Brazilia, Rusia și China: 29%).
În decembrie 2005, cotația acțiunilor Ranbaxy a fost afectată de o hotărâre privind un patent care interzicea producția propriei versiuni a medicamentului Lipitor, un medicament al Pfizer care reduce colesterolul și care avea vânzări anuale de peste 10 miliarde de dolari.
În martie 2006, Ranbaxy a achiziționat producătorul român de medicamente Terapia, valoarea tranzacției fiind de 324 milioane dolari. Ranbaxy a preluat 96,7 % din acțiunile Terapia, deținute de fondul de investiții Advent International.
La data de 23 iunie 2006, US Food & Drug Administration a acordat Ranbaxy o perioadă de exclusivitate de 180 de zile pentru a vinde simvastatin (Zocor) în SUA ca medicament generic cu o concentrație de 80 mg. Ranbaxy a concurat cu producătorul medicamentului de marcă Zocor, Merck & Co.; IVAX Corporation (care a fost achiziționată de Teva Pharmaceutical Industries și a fuzionat cu aceasta), care are o perioadă de exclusivitate de 180 de zile pentru alte concentrații decât 80 mg; și Dr. Reddy's Laboratories și India, a căror versiune generică autorizată (licențiată de Merck) este scutită de exclusivitate.
În iunie 2008, Ranbaxy a rezolvat disputa de patente cu Pfizer, permițându-le să vândă în SUA, începând cu 30 noiembrie 2011, atorvastatin calciu, versiunea generică a Lipitor și atorvastatin calciu-amlodipină besiat, versiunea generică a Caduet de la Pfizer.
În iunie 2008, grupul farmaceutic japonez Daiichi Sankyo a cumpărat compania Ranbaxy pentru o sumă cuprinsă între între 2,2 și 3 miliarde euro.
La data de 1 decembrie 2011, Ranbaxy a obținut aprobarea FDA pentru a lansa versiunea generică a Lipitor în Statele Unite, după ce patentul medicamentului a expirat.

## Compania
Ranbaxy a fost unul dintre primii zece producători mondiali de produse farmaceutice generice și cel mai mare producător de medicamente din India.
Experții săi erau prezenți în 50 de țări, compania avea fabrici în opt țări și produsele sale erau livrate în 125 de state, 80% din venituri provenind de pe piețele internaționale și doar 20% din India.
În Europa, Ranbaxy a înregistrat în anul 2006 vânzări de 202 milioane dolari, fiind prezentă în 23 din cele 25 state ale UE.